# Securicor
Securicor war ein internationaler Sicherheitsdienstleister, der auch eine deutsche Niederlassung mit Sitz in Hamburg hatte. Er war unter anderem im Bereich Geld- und Wertdienste sowie im Bereich Luftsicherheit tätig.
In Deutschland begann das Unternehmen Mitte der 1990er Jahre mit der Übernahme der ASD Allgemeinen Sicherheitsdienst GmbH in Hamburg, die bereits mehrere Jahre auf dem deutschen Markt tätig waren.
In den folgenden Jahren wurden noch die Simis AG, Südwach, Top Control, Deutsche Post Wertlogistik und die Schiller Sicherheitsdienste ins Unternehmen integriert, so dass Securicor zu einem der größten deutschen Sicherheitsanbieter wurde.
Im Juli 2004 haben sich international securicor und Group 4 Falck zu Group 4 Securicor zusammengeschlossen. Seit 1. Juni 2007 firmieren beide unter dem gemeinsamen Firmenlogo G4S. Das Deutschland-Geschäft von Group 4 Securicor wurde nach Zustimmung des Bundeskartellamtes Mitte 2008 in Securitas Deutschland integriert.